# Antonius Hubert Fischer
Antonius Hubert Fischer, nemški duhovnik, škof in kardinal, * 30. maj 1840, Jülich, † 30. julij 1912, Bad Neuenahr.

## Življenjepis
2. septembra 1863 je prejel duhovniško posvečenje.
14. septembra 1889 je bil imenovan za pomožnega škofa Kölna in za naslovnega škofa Iuliopolisa; škofovsko posvečenje je prejel 1. maja istega leta. 
6. novembra 1902 je bil imenovan za nadškofa Kölna, 14. februarja 1903 je bil potrjen in 19. marca je bil ustoličen.
22. junija 1903 je bil povzdignjen v kardinala in imenovan za kardinal-duhovnika Ss. Nereo ed Achilleo.